# Lothar Kwasnitza
Lothar Kwasnitza (* 30. April 1929 in Reinsberg (Sachsen); † 23. August 1983 in Berlin) war ein deutscher Architekt. 
Sein Vater Josef Kwasnitza war Mitglied der KPD ab 1926 und nach dem Krieg Bürgermeister in Reinsberg. Lothar Kwasnitza war überzeugter Antifaschist und Kommunist.  Sein Vater überlebte zwar das Nazi-System trotz KPD-Mitgliedschaft, die Familie war aber Repressalien ausgesetzt (etwa die Verhaftung des Vaters direkt nach dem Reichstagsbrand 1933). 
Lothar Kwasnitza war mehrmals verheiratet. Er hat eine Tochter Katja aus seiner Ehe mit Silwa Dumanjan, ebenfalls Architektin in Berlin. 1969 bis 1982 war er verheiratet mit Christiane Billing, hier ein angenommener Sohn Thomas, und ein gemeinsamer Sohn Josef.

## Ausbildung
Nach dem Besuch der Handelsschule Meißen („Rote Schule“) bis 1945 machte er eine Ausbildung zum Zimmermann (1945–1947). Danach folgte ein Besuch der Studienanstalt in Dresden von 1947 bis 1949 mit Vorbereitung zum Architekturstudium. Ab 1949 studierte Kwasnitza Architektur an der Technischen Hochschule Dresden. 1952 wurde er nach Moskau delegiert und legte dort 1958 seine Diplom-Prüfung mit dem Entwurfsthema „Motel“ ab. 
Das Architektur-Studium während der so genannten Tauwetterperiode in Moskau gefiel Kwasnitza, was nach seiner Rückkehr in die DDR zu ständigen Reibereien mit den Funktionären führte. So kam es beispielsweise während des Müggelturmgesprächs, bei dem 1963 die „jungen Rebellen“ der DDR-Architekten vom neu berufenen Bauminister Wolfgang Junker wieder auf Linie gebracht werden sollten, zum Eklat, als Kwasnitza verkündete, für weiteren Fortschritt im Sozialismus „müsse man mit der Machete durch den Urwald der Bürokratie hauen“.

## Erste Arbeiten und Projekte
Kwasnitza arbeitete an der Umgestaltung des Leipziger Hauptbahnhofs (1958–1959) mit und war später als Oberreferent im Ministerium für Bauwesen (vorrangig beim Aufbau der Stadtzentren) tätig. Außerdem war er wissenschaftlicher Mitarbeiter an der Bauakademie der DDR. Ab 1965 war er als Architekt beim Berlin Projekt (später geändert in Industriehochbau Berlin IHB) beschäftigt. 1972 promovierte er mit einer Dissertation zum Thema „Das Warenhauslager und sein Einfluß auf die Gestaltung des Warenhauses“.

## Arbeiten

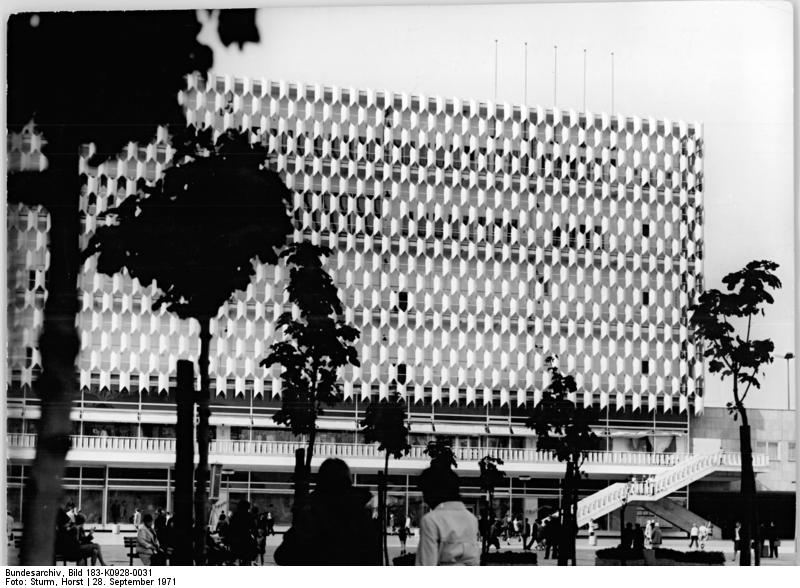
Wabenfassade am Centrum-Warenhaus

Wichtigster umgesetzter Entwurf war 1969 die Neugestaltung des Ehrenmals Mahnmal für die Opfer des Faschismus und Militarismus an der Straße Unter den Linden. Die Wabenfassade des Centrum-Warenhauses galt ebenfalls als gelungen. Im Gegensatz zum von Josef Paul Kleihues beim Umbau 2004 eingesetzten rötlichen Naturstein wirkte die speziell entwickelte Fassade aus gegossenem Aluminium luftiger und eleganter. Verschwunden bzw. abgerissen ist auch das frühere Ministerium für Auswärtige Angelegenheiten, jedoch sind in Berlin noch u. a. ein Wohnungsbau am Alexanderplatz, die Botschaft Nordkoreas und eine Kaserne in Erkner erhalten. Die Entwürfe für das Außenministerium wie auch das Centrum-Warenhaus entstanden im Kollektiv von Josef Kaiser, der offiziell als Autor gilt. 

## Wettbewerbserfolge und Auszeichnungen
In der ersten Hälfte der 1960er Jahre erhielt Kwasnitza mehrere Kollektivauszeichnungen für stadtplanerische Entwürfe zu verschiedenen ostdeutschen Stadtzentren: Guben, Dresden, Halle-West. Staatlicherseits 1969 „Aktivist“. Der Entwurf für das "Ehrenmal Unter den Linden" wurde 1970 als „Bestes Bauwerk“ ausgezeichnet. 1979 erhielt Kwasnitza  die Schinkelmedaille in Bronze. 
Er war ab 1961 Mitglied im BdA und zeitweise Redaktionsbeirat der Zeitschrift „Deutsche Architektur“.
| Personendaten    | Personendaten       |
| ---------------- | ------------------- |
| NAME             | Kwasnitza, Lothar   |
| KURZBESCHREIBUNG | deutscher Architekt |
| GEBURTSDATUM     | 30. April 1929      |
| GEBURTSORT       | Reinsberg (Sachsen) |
| STERBEDATUM      | 23. August 1983     |
| STERBEORT        | Berlin              |